# Buchnera pallescens
Buchnera pallescens är en snyltrotsväxtart som beskrevs av Adolf Engler. Buchnera pallescens ingår i släktet Buchnera och familjen snyltrotsväxter. Inga underarter finns listade i Catalogue of Life.